# Nasi pecel

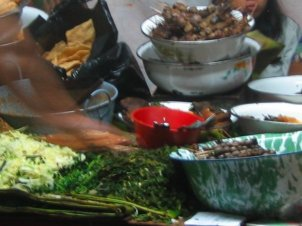
Nasi pecel.

El nasi pecel es un plato javanés de arroz servido con verdura cocida y salsa de cacahuete. Las verduras suelen ser kangkung o espinaca de agua, judía larga, hoja de cassava, hojas de papaya, y en el este de Java se usa a menudo kembang turi. Sabe mejor cuando se come con tempe frito y  galletas saladas tradicionales. Es popular en el este y centro de Java.